# Semele menezesii
Semele menezesii är en sparrisväxtart som beskrevs av J.G.Costa. Semele menezesii ingår i släktet Semele och familjen sparrisväxter. Inga underarter finns listade i Catalogue of Life.